# 宇宙科学研究所
35°33′30″N 139°23′43″E / 35.558389°N 139.395255°E
宇宙科学研究所（日语：／）是日本历史上用于空间科学研究的机构，后于2003年被合并改组成立日本宇宙航空研究開發機構，该研究所除专攻科研外，还广泛参与太空开发项目。

## 历史
宇宙科学研究所的历史可以追溯到1955年东京大学的铅笔火箭发射实验。1964年4月，东京大学设立宇宙科学研究所的前身机构东京大学宇宙航空研究所，该研究所参与制造了L-4S运载火箭，并于1970年使用该型火箭发射了大隅號人造卫星。
1981年，东京大学宇宙航空研究所被改组称为宇宙科学研究所，成为日本文部科學省直属国立机构、日本的大学共同利用机构。
2003年5月，宇宙科学研究所发射M-V運載火箭执行隼鸟号探测器任务，同年10月，日本宇宙科学研究所与航空宇宙技術研究所、宇宙開發事業團合并改组，设立日本國家航空航天局宇宙航空研究開發機構。